# Världsmästerskapen i alpin skidsport 2003
Världsmästerskapen i alpin skidsport 2003 arrangerades i Sankt Moritz i Schweiz mellan den 2 februari och 16 februari 2003.

## Medaljsummering
| Gren                     | Guld                            | Silver                                                       | Brons                      |
| Slalom herrar            | Ivica Kostelić, Kroatien        | Silvan Zurbriggen, Schweiz                                   | Giorgio Rocca, Italien     |
| Storslalom herrar        | Bode Miller, USA                | Hans Knauß, Österrike                                        | Erik Schlopy, USA          |
| Super-G herrar           | Stephan Eberharter, Österrike   | Hermann Maier, Österrike                                     | Bode Miller, USA           |
| Störtlopp herrar         | Michael Walchhofer, Österrike   | Kjetil André Aamodt, Norge                                   | Bruno Kernen, Schweiz      |
| Alpin kombination herrar | Bode Miller, USA                | Lasse Kjus, Norge                                            | Kjetil André Aamodt, Norge |
| Slalom damer             | Janica Kostelić, CRO            | Marlies Schild, Österrike                                    | Nicole Hosp, Österrike     |
| Storslalom damer         | Anja Pärson, Sverige            | Denise Karbon, Italien                                       | Allison Forsyth, Kanada    |
| Super-G damer            | Michaela Dorfmeister, Österrike | Kirsten Lee Clark, USA                                       | Jonna Mendes, USA          |
| Störtlopp damer          | Mélanie Turgeon, Kanada         | Corinne Rey-Bellet, Schweiz Alexandra Meissnitzer, Österrike |                            |
| Alpin kombination damer  | Janica Kostelić, Kroatien       | Nicole Hosp, Österrike                                       | Marlies Oester, Schweiz    |

## Medaljligan

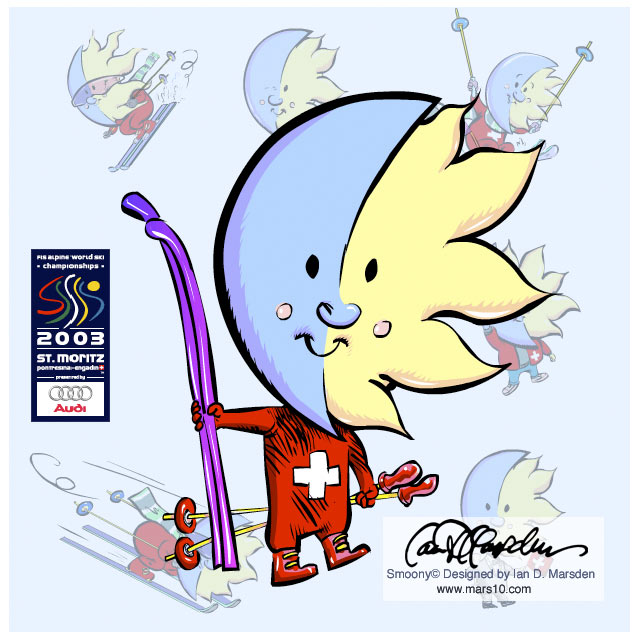
Smoony, maskot under mästerskapet

| Placering | Land      | Guld | Silver | Brons | Totalt |
| --------- | --------- | ---- | ------ | ----- | ------ |
| 1         | Österrike | 3    | 4      | 2     | 9      |
| 2         | Kroatien  | 3    | -      | -     | 3      |
| 3         | USA       | 2    | 1      | 3     | 6      |
| 4         | Kanada    | 1    | -      | 1     | 2      |
| 5         | Sverige   | 1    | -      | -     | 1      |
| 6         | Schweiz   | -    | 2      | 2     | 4      |
| 7         | Norge     | -    | 2      | 1     | 3      |
| 8         | Italien   | -    | 1      | 1     | 2      |